# جمعية مرشدات الأرجنتين
رابطة مرشدات الأرجنتين هي المنظمة الإرشادية الوطنية في الأرجنتين. بدأ حركة المرشدات في الأرجنتين في عام 1915. تأسست المنظمة في عام 1953 وأصبحت عضوا منتسبا في الجمعية العالمية للمرشدات وفتيات الكشافة في عام 1957 وعضوا كامل العضوية في عام 1963. المنظمة مختلطة وتضم 3251 عضواً (اعتبارا من 2006).